# Masacre de El Calabozo
La masacre de El Calabozo fue un incidente ocurrido durante la guerra civil salvadoreña los días 21 y 22 de agosto de 1982, en el poblado de El Calabozo, en el cantón Amatitán Abajo, de San Esteban Catarina, San Vicente, El Salvador. Según se informa, el batallón Atlácatl del ejército salvadoreño mató en El Calabozo a más de doscientas personas, incluidos niños y ancianos. La acción se vincula con el llamado operativo Azenón Palma.

## Hechos
En agosto de 1982, los militares salvadoreños atacaron el Departamento de San Vicente, zona en la que se sabía que tenía bases el rebelde Frente Farabundo Martí. El departamento fue bombardeado durante varios días antes de que las fuerzas terrestres avanzaran, lo que provocó la huida de muchos civiles.
En la noche del 21 de agosto, un grupo de desplazados internos fue alcanzado junto al río Amatitán por el batallón Atlácatl, una unidad de contrainsurgencia entrenada por los Estados Unidos. El batallón Atlácatl había sido previamente responsable de la masacre de El Mozote, en la que murieron hasta 900 civiles capturados. En un lugar llamado "El Calabozo", el batallón rodeó a los desplazados internos y abrió fuego a corta distancia. Los soldados arrojaron algunos de los cuerpos al río y, según se informó, arrojaron ácido sobre otros, lo que hizo imposible confirmar el número exacto de muertos, pero más de doscientos fueron declarados desaparecidos después del incidente por los familiares supervivientes. Entre los muertos había bebés y ancianos.
La masacre fue reportada públicamente por The Washington Post el 8 de septiembre de 1982, dos semanas después del hecho.

## Investigaciones
El Ministro de Defensa José Guillermo García declaró que el gobierno había investigado el incidente y determinó que no se había producido ninguna masacre. En 1992 algunos sobrevivientes presentaron una denuncia ante las autoridades pidiendo una investigación.
Aunque la Comisión de la Verdad de El Salvador documentó la existencia de la masacre, el gobierno cerró la investigación del caso en 1993 sin cargos. En 2016 se impulsó la reapertura del caso, luego de que la Corte Suprema de Justicia de El Salvador declarara la inconstitucionalidad de Ley de Amnistía promulgada en 1993, que impedía la continuación de las acciones legales y el esclarecimiento de los deltos cometidos antes del 1 de enero de 1992, en el marco de la guerra civil acaecida de 1980 a 1992.
En 2016 el Ministerio de Cultura declaró como Bien Cultural al lugar de memoria histórica donde ocurrió la matanza.